# 马索内
马索内（義大利語：Masone），是意大利热那亚省的一个市镇。总面积29.82平方公里，人口3824人，人口密度128.2人/平方公里（2009年）。ISTAT代码为010032。